# Język karelski
Język karelski – język ugrofiński z rodziny uralskiej, z podgrupy bałtycko-fińskiej języków fińskich.
Język karelski jest blisko spokrewniony z fińskim (dawniej traktowany był niekiedy, zwłaszcza przez badaczy fińskich, jako dialekt fińskiego) oraz estońskim.

## Pochodzenie
Język karelski wywodzi się z dialektów plemion bałtycko-fińskich zamieszkujących na terenie Karelii i jest kontynuacją hipotetycznego języka praugrofińskiego. Jako odrębny od innych języków bałtycko-fińskich, zwłaszcza fińskiego język karelski wykształcił się prawdopodobnie nie wcześniej niż w XII w.
Na rozwój języka silny wpływ wywarły języki słowiańskie, zwłaszcza język rosyjski, w mniejszym stopniu – także bałtyckie i germańskie (szwedzki). Język ten przyswoił sobie także pewną liczbę słów, zwłaszcza związanych z religią i liturgią, wywodzących się z greki. Język karelski zachował pewne archaiczne cechy, które w wyniku rozwoju zanikły w pokrewnym mu języku fińskim.

## Liczba użytkowników
Języka karelskiego używa ok. 100–150 tys. Karelów zamieszkujących północno-wschodnią Europę: na terenie Federacji Rosyjskiej 60 tysięcy: w Karelii oraz przyległych do niej obwodach leningradzkim, archangielskim i murmańskim, a także w obwodzie twerskim. Pozostali mieszkają w północnej Finlandii w graniczącej z rosyjską Karelią. Średnia wieku osób posługujących się językiem karelskim jako ojczystym jest wysoka.
Jak wiele języków rdzennych mieszkańców Europy, język karelski przez długie lata pozostawał w dużej części niepiśmienny. Na ziemiach należących do Rosji jako język literacki stosowano język rosyjski, w Finlandii – szwedzki, a potem fiński, który, jako pokrewny karelskiemu, szybko go wyparł. Obecnie język karelski używany jest przede wszystkim w rosyjskiej Karelii, a także w rejonie miasta Twer. W Finlandii praktycznie wyszedł z użycia, językiem tym posługuje się ok. 5–10 tys. osób, głównie starszych.
Do zmniejszenia popularności karelskiego w XX wieku w dużej części przyczyniły się wielokrotne ewakuacje ludności podczas II wojny światowej, kiedy Karelia przechodziła z rąk Finlandii do Związku Radzieckiego i z powrotem w wyniku wojny radziecko-fińskiej. Obecnie, język jest zagrożony wymarciem m.in. wskutek procesów urbanizacyjnych i migracyjnych, w wyniku których Karelowie znajdują się w sytuacji, w której z braku rozmówców nie mogą używać ojczystego języka i muszą posługiwać się językami większości, najczęściej rosyjskim i fińskim.
W 2012 roku w Rosji weszło w życie prawo wymagające rejestracji organizacji pozarządowych uzyskujących środki spoza Rosji jako „obcych agentów”. W efekcie organizacja Nuori Karjala (z karel. Młoda Karelia), promująca język karelski wśród młodzieży, musiała zakończyć działalność. Jedyne zagraniczne środki, jakie uzyskała, pochodziły od Organizacji Narodów Zjednoczonych.
Od lutego 2011 istnieje serwis informacyjny Yle w języku karelskim, a w maju tegoż roku rozpoczęto wydawanie pierwszej karelskojęzycznej gazety w Finlandii – Karjal Žurnualu.

## Dialekty

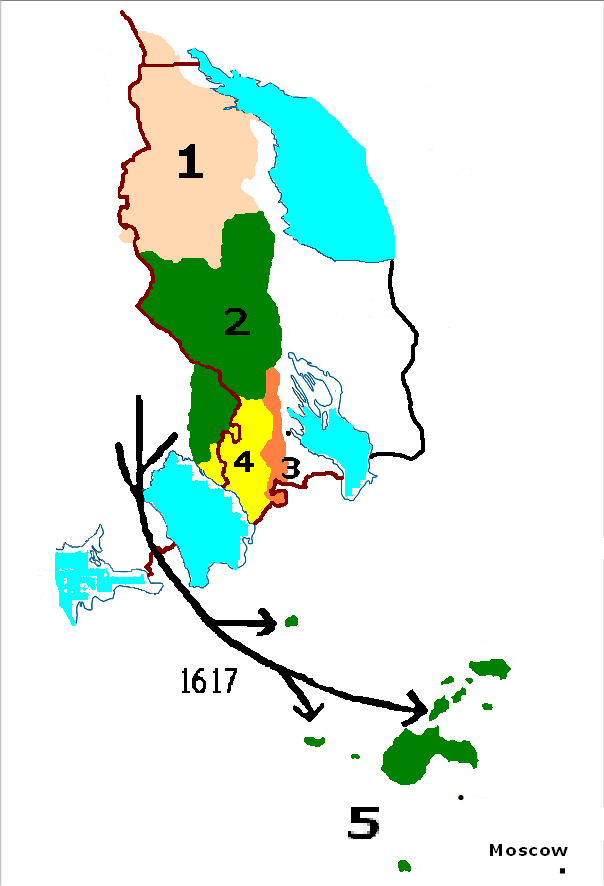
Dialekty i zasięg języka karelskiego ok. 1930 r. (od tego czasu obszar zamieszkany przez ludność karelojęzyczną skurczył się)
Legenda:
1 i 2 – dialekt karelski właściwy
3 – dialekt ludycki
4 – dialekt ołoniecki
5 – wywodzące się z karelskiego właściwego dialekty Karelów, którzy po pokoju stołbowskim (1617 r.) osiedlili się w różnych częściach Rosji właściwej, zwłaszcza w rejonie Tweru.

Język karelski posiada silnie zróżnicowane dialekty, zwykle grupowane w trzy zespoły:
- karelski właściwy – używany przez najliczniejszą grupę Karelów – ok. 50–80 tys. osób, najbliższy językowi fińskiemu. Odmiana tego dialektu stosowana jest także przez tzw. Karelów twerskich.
- ołoniecki (lub liwwski) – używany przez 30–50 tys. osób zamieszkujących na północ od jeziora Ładoga, charakteryzujący się silnym udźwięcznieniem spółgłosek i dużymi wpływami języka rosyjskiego w leksyce; jest bliski językowi wepskiemu
- ludycki – używany przez ok. 3–5 tys. osób zamieszkujących między jeziorami Ładoga i Onega. Dialekt ten charakteryzuje się słabszą niż w pozostałych dialektach harmonią samogłosek, ponadto wydaje się bliższy językowi wepskiemu, niż fińskiemu.

## Piśmiennictwo
Najstarszy znaleziony zabytek piśmiennictwa w języku karelskim pochodzi z XIII w., a do jego zapisu zastosowano cyrylicę. Zapis znaleziono w okolicach Nowogrodu Wielkiego w 1957 w Związku Radzieckim. Jest to gramota na korze brzozy, zainwentaryzowana pod numerem 292. Oryginalne brzmienie zdania to: юмолануолиїнимижи ноулисѣханолиомобоу юмоласоудьнииохови (transkr.: jumolanuoli ï nimizi nouli se han oli omo bou jumola soud’ni iohovi). Jest to najstarszy znany tekst w języku karelskim i najstarszy ze wszystkich języków fińskiej grupy językowej. W późniejszych okresach zapisy w tym języku pojawiały się sporadycznie. W latach 30. XX w. pojawiło się piśmiennictwo w alfabecie opartym na cyrylicy, jednak od lat 40. do zapisu stosowano alfabet łaciński, przy czym zasady pisowni oraz dodatkowe litery zapożyczone zostały z ortografii fińskiej.
W latach 30. i 40. wydano języku karelskim ok. 50 książek.
Piśmiennictwo karelskie było prowadzone w kilku dialektach, dopiero w latach 80. XX w. wypracowana została jedna forma literacka języka karelskiego. Od tej pory powoli rozwija się piśmiennictwo karelskie, jednak jest to proces powolny, który ostatnio został jeszcze wyhamowany poprzez postępujący spadek osób posługujących się tym językiem.

### Alfabet
Ponieważ dopiero w latach 80. pojawiła się jednolita literacka wersja języka karelskiego, także dopiero w tym okresie pojawił się jeden standard zapisu tego języka. Stosowany był on konsekwentnie od 1989 r. tylko do zapisu dialektu ołonieckiego (liwwskiego). Ostatecznie dopiero w 2007 r. rząd przyjął jeden oficjalny sposób zapisu języka karelskiego. Po opracowaniu jednolitego alfabetu dla całego języka, nieznacznie różniący się alfabet liwwski stopniowo zaczął wychodzić z użycia.
Ujednolicony alfabet stosowany do zapisu dialektu liwwskiego
| A a | B b | Č č | D d | Ǯ ǯ | E e | F f | G g |
| H h | I i | J j | K k | L l | M m | N n | O o |
| P p | R r | S s | Š š | Z z | Ž ž | T t | U u |
| V v | Ü ü | Ä ä | Ö ö | '   |     |     |     |

Ujednolicony alfabet stosowany do zapisu języka karelskiego, przyjęty przez rząd w 2007 r. wraz z poprawką z 2014 r.
| A a | B b | C c | Č č | D d | E e | F f | G g |
| H h | I i | J j | K k | L l | M m | N n | O o |
| P p | R r | S s | Š š | Z z | Ž ž | T t | U u |
| V v | Y y | Ä ä | Ö ö | '   |     |     |     |

## Status prawny
Język karelski nie ma w żadnym kraju charakteru urzędowego (tzn. akty prawne nie są publikowane w tym języku), jednak w Karelii cieszy się pewnymi przywilejami, m.in. w systemie oświatowym.
Sytuacja, iż język narodowy rdzennej ludności republiki nie posiada statusu urzędowego jest, jak na rosyjskie standardy w tym zakresie, bardzo nietypowa. Nawet bowiem języki znacznie mniejszych grup narodowościowych, stanowiących zdecydowanie mniejszą część populacji danych jednostek polityczno-administracyjnych posiadają (przynajmniej formalnie) status języka urzędowego, jeżeli obszary te mają charakter autonomiczny, a dany język jest językiem ludności rdzennej. Taki status ma m.in. język mansyjski w Chanty-Mansyjskim OA-Jugrze, używany przez zaledwie 0,2% populacji (ok. 3,5 tys. osób), czy nawet niebędący językiem ludności rdzennej język jidisz w Żydowskim OA, którym posługuje się zalewie nieco ponad tysiąc osób (ok. 0,6% populacji tego obwodu).
Karelscy politycy czynią starania o przyznanie językowi karelskiemu statusu języka urzędowego w rosyjskiej Karelii, jednak działania te nie spotykają się z pozytywnym odzewem ze strony władz w Moskwie. Związane jest to z politycznymi problemami, jakie ten kraj posiada z narodami, stanowiącymi tzw. mniejszości wewnętrzne, starającymi się o możliwość zapisywania własnego języka alfabetem łacińskim (głównie Tatarami). Rosyjskie władze nie chcą dać możliwości zapisywania języków mniejszości wewnętrznych innymi niż cyrylica systemami pisma, i choć dla Karelów uczyniono wyjątek, to władze nie chcą poszerzać wyjątkowego charakteru tego przywileju poprzez przyznawanie mowie niezapisywanej cyrylicą statusu języka urzędowego.